# Zoboomafoo
Zoboomafoo är en amerikansk pedagogisk TV-serie för barn. Den skapades 1999.